# Accents régionaux en France
En France hexagonale chaque région possède un accent particulier provenant des anciennes langues ou dialectes de la France. Avant la Seconde Guerre mondiale, il y avait encore des régions où les gens ne parlaient français qu'à l'école. Par conséquent, chaque parler a laissé jusqu'à maintenant des traces qui sont l'origine des accents régionaux d'aujourd'hui.

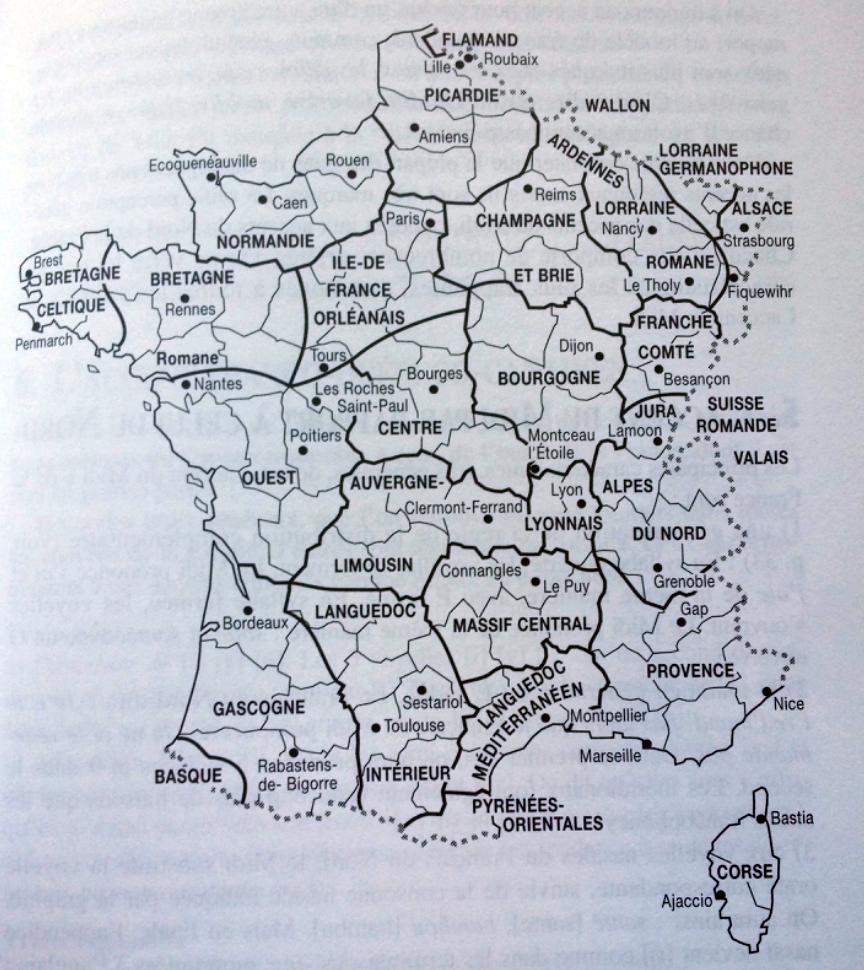
Carte des accents de la France, selon Monique et Pierre Léon, dans La prononciation du français, 1997.

## L’accent lyonnais
L'accent lyonnais est une variante régionale de la langue française. Il a été influencé par le franco-provençal dont la langue lyonnaise est un dialecte, et qui était autrefois parlée dans la ville de Lyon.
Le franco-provençal est une langue gallo-romaine issue de la latinisation qui a rayonné à partir de Lugdunum. Toute la région de Lyon, des Monts du Forez à l'ouest à la Suisse romande et au Val d'Aoste à l'est, a connu une romanisation particulière, due à son statut de « capitale des Gaules » maintes fois visitée par les empereurs, et à sa position géographique de nœud de communication et de passage obligé vers l'Italie. L'accent lyonnais traditionnel, tout comme l’accent lyonnais actuel, se remarque selon trois points :
Sur la prononciation des voyelles de façon très fermée : 
Les traits les plus marquants de la prononciation des voyelles sont le rapprochement du /a/ avec le /ɔ/ (autrement dit, la postériorisation du /a/ tonique : avocat prononcé /a.vo.kɑ/), le rapprochement du o ouvert avec le eu (bord prononcé presque comme « beurre »), et la fermeture du eu ouvert (« jeune » prononcé presque comme « jeûne »). De plus, la différence entre /ɔ/ et /o/ doit être clairement marquée, comme dans « gone du Rhône ». Enfin, l’omission des e caducs et du phonème /ə/, de façon plus générale, est courante (« semaine » sera prononcé « s’maine »).
Dans les noms propres (personnes, lieux), les consonnes finales ne sont généralement pas prononcées :
| Mot            | Prononciation     |
| -------------- | ----------------- |
| Limonest       | Limonè            |
| Chaponost      | Chaponô           |
| Lacenas        | Las’nâ            |
| Brindas        | Brindâ            |
| Vaulx-en-Velin | Vo-en-V’lin       |
| Saint-Just     | Saint-Ju          |
| Sermenaz       | Serm’na           |
| Forez          | Forè              |
| Jarnioux       | Jarniou           |
| St Genis-Laval | Saint J’ni’ Laval |
| Claix          | Clé               |

Il existe toutefois quelques exceptions : le -s final d’Arnas et le -st final de Saint-Priest sont bien prononcés.
Pour résumer, voici quelques exemples assez démonstratifs : 
- « La Saône s'jette dans l'Rhône » pour « La Saône se jette dans le Rhône »,
- « À quoi tu r'ssembles? On dirait qu'tu descends d'Brinda'! » pour « À quoi tu ressembles ? On dirait que tu descends de Brindas ! »
- « J’dois aller à Lima s’te s’maine » pour « Je dois aller à Limas cette semaine »
- « Ça s’situe entre Saint-J'ni'-Laval et Chaponô » pour « Ça se situe entre Saint-Genis-Laval et Chaponost »,
- « J'm'en vè à Saint-Fon' »  pour « Je m'en vais à Saint-Fons »[3].

Quelques mots du vocabulaire lyonnais :
| Vocabulaire lyonnais | Vocabulaire français |
| -------------------- | -------------------- |
| un miron             | un chat              |
| un gone              | un enfant            |
| frouiller            | tricher              |
| la caboche           | la tête              |
| une automaboule      | une automobile       |
| une auto-tamponnante | une auto-tamponneuse |
| une vogue            | une fête foraine     |

L’existence de cet accent a longtemps été discutée, on ira même à dire qu’il est en voie d’extinction. En 1894, dans son ouvrage  La Bible du parler lyonnais, Nizier du Puitspelu constatait la disparition de cette langue à Lyon, sauf par quelques vieux canuts ou dans la campagne environnante, ou encore par quelques cercles de passionnés. Plus d’un siècle plus tard, Jean-Baptiste Moulin, professeur d’anthropologie, affirme ce constat : « Lyon a, d’indifférence, laissé mourir son dialecte. »
Pourtant, le charme de cet accent fait souvent écho. En effet, un classement des accents français les plus attrayants a été récemment publié sur le site Gleeden, un site spécialisé dans les rencontres extra-conjugales. Les résultats de cette enquête réalisée auprès de 1074 femmes membres du site étaient plutôt flatteurs pour les Lyonnais. Leur accent occupe la deuxième place des accents les plus attrayants de France pour les femmes mariées. L’accent bordelais arrive en première place et le marseillais en troisième.

## L’accent du Sud
L’accent du Sud est influencé à la base par l'occitan (les parlers romans formés à partir de l’évolution du latin et utilisés dans le Sud de la France (provençal et ses diverses variantes : marseillais, toulonnais, gascon, languedocien, limousin, auvergnat). Ainsi, une bonne partie des particularités lexicales de cet accent provient de l'occitan.
Par ailleurs, il faut distinguer les emprunts venant de la langue régionale et les expressions standardisées qui sont également utilisées par les locuteurs ne parlant pas cette langue.
En effet, il existe plusieurs appellations pour l’accent avec lequel le français est parlé dans le Sud de la France. Les linguistes, en général, parlent souvent du français ou de l’accent du Midi. On rencontre aussi d’autres termes qui sont plutôt scientifiques comme français ou accent méridional.
Les gens du Sud sont vite repérés, il suffit qu'ils prononcent quelques mots et leur accent dévoile d’où ils viennent. Leur accent chantant est le plus typique de toutes les prononciations régionales en France.
La plupart des particularités de cet accent se situent au niveau de la prononciation. Les linguistes et les chercheurs s’intéressent notamment aux systèmes phonémiques et aux processus phonologiques par lesquels cet accent se diffère du français standard. En revanche, pour les locuteurs non spécialistes, la différence se situe plutôt au niveau de la prosodie ou de la phonétique.
Ainsi, ci-dessous quelques-uns des traits qui sont partagés par l‘accent du Sud et qui les distinguent du français standard :
- les voyelles nasales sont souvent partiellement, voire totalement dénasalisées et suivies d’un appendice-tique nasal[5];
- la réalisation de nombreux schwas (ou e muets)[6] ;
- la réduction des oppositions semi-ouvert/semi-fermé pour les voyelles moyennes, dont la distribution suivrait la loi de position[7] ;
- la simplification de groupes consonantiques complexes ;
- une prosodie différente de celle du français standard (sans mesures précises).

Il y a une dénasalisation des voyelles nasales /ɑ̃/ (an), /ɛ̃/ (in), /ɔ̃/ (on) et /œ̃/ (un), qui sont souvent prononcés /aŋ/, /ɛŋ/, /ɔŋ/ et /œŋ/. La prononciation du e dit « muet », qui donne souvent l'impression d'un accent tonique sur l'avant-dernière syllabe pour les mots se terminant par -e.
D’un autre côté, l’accent du Sud provoque souvent des jugements positifs ; il est ressenti particulièrement agréable et chantant. Il est l’accent le plus éloigné des normes. En revanche, il est considéré comme comique et on prend parfois ses locuteurs moins au sérieux que les Parisiens. Également, on peut dire que cet accent est parmi les accents les moins standards.

## L’accent du Nord
L’accent du Nord est l’un des accents régionaux en France. Il est influencé à l’origine par les langues d’oïl. Celles-ci rassemblent plusieurs dialectes du nord : le normand, le picard, le wallon, le champenois, le lorrain roman, le bourguignon, etc. En effet, tous les Nordistes n’ont pas forcément le même accent, ou bien en tout cas, pas le même degré d’accentuation. Cela dépend des régions, des générations et des individus eux-mêmes.
Ainsi, leur accent est caractérisé par les traits phonétiques suivants:
- la fermeture des voyelles /ɛ/, /ɔ/, /œ/ en syllabe ouverte  et l’ouverture de /i/ en syllabe ouverte ;
- la fermeture de /ɛ/ en finale devant /ʁ/ ;
- la distinction entre /ɛ/ et /ɛː/ reste maintenue : faites [fɛt] vs. fête [feːt] [11];
- la distinction entre /a/ et /ɑː/ reste maintenue : patte [pat] vs. pâte [paːt] ;
- la distinction entre /ɔ̃/ et /ɑ̃/ reste maintenue : long [lɔ̃] vs. lent [lɑ̃] ;
- la distribution particulière des /a/, avec une différenciation nette, le /a/ tend vers [æ] devant /ʁ/, la construction pharyngale est très étroite pour [ɑ]: guitare [ɡitæːʁ], chocolat [ʃokolɑ] ~ [ʃokolɔ], pas [pɑ] ~ [pɔ][12];
- les voyelles orales peuvent devenir complètement nasalisées par assimilation devant consonne nasale ;
- assimilation consonantique puis réduction du groupe de consonnes ;
- /ʁ/ est souvent sourd /χ/, notamment en finale, ou il abrège la voyelle précédente. Il est généralement très reculé, et il modifie alors le timbre de la voyelle précédente[1].

## L’accent parisien
L’accent parisien a longtemps été choisi comme modèle pour tous les dialectes français régionaux car avant que Paris soit la capitale de la France, elle était la capitale de la province de l’Île-de-France, où vivaient les rois de France, et c'est de son dialecte que la langue française est issue :
Il y a, grosso modo, trois couches sociales à Paris qui sont réparties de la façon suivante :
| Étiquettes sociales                                               | Aire géographique                                   | Connotation externe de l'accent parisien |
| ----------------------------------------------------------------- | --------------------------------------------------- | ---------------------------------------- |
| Populaire (ouvriers et petits commerçants)                        | Quartiers anciennement pauvres, banlieues ouvrières | « Vulgaire »                             |
| Aristocratique et haute bourgeoisie (anciens riches et nobles...) | Rive gauche, quartiers chics de l'ouest             | « Snob »                                 |
| Moyenne (fonctionnaires, cadres)                                  | Mal définie                                         | « Neutre »                               |

Ces trois couches sociales ont du point de vue de l'accent beaucoup de points communs. Et, comme il y a un accent marseillais, il y a un accent parisien général. Mais cet accent s'est particulièrement bien conservé dans les groupes 1 et 2, les plus fermés, ou tout au moins les plus cohérents, aux deux extrémités de l'échelle sociale.
Les aires géographiques des sociolectes 1 et 3 sont devenues très difficiles à cerner avec l'éclatement de Paris et l'accroissement de la mobilité sociale.
Soulignons que la variété de la langue standard est plus proche du dialecte parisien parce que la majorité des intellectuels et linguistes, poètes, etc. vivent à Paris, ceci a particulièrement une influence sur les autres accents.
Dans le Bassin Parisien, depuis quelques décennies, un /ə/ apparaît à la fin des phrases qui se terminent par une consonne.